# Derek Daly
Derek Daly (Dublin, 1953. március 11. –) ír autóversenyző, volt Formula–1-es pilóta.

## Pályafutása
1975-ben ír Forma Ford bajnok volt. 1976-ban megnyerte a Forma Ford Festivalt, 1977-ben pedig a BP brit Formula–3-as versenysorozatot.

### Formula–1
Formula–1-es pályafutása 1978-ban a Hesketh színeiben kezdődött. A világbajnokságon három próbálkozása közül egyszer sem tudott túljutni a selejtezőn. Amikor átment az Ensign-hoz, fokozatosan javulni kezdett a formája és még az év vége előtt megszerezte első világbajnoki pontját. 1979 közepén átigazolt a Tyrrell-hez, és az egész 1980-as idényt ott töltötte. 1981-ben March autóval versenyzett, de még pontot sem szerzett. Egy évvel később leszerződött a Theodore-hoz, de a helyzet szinte semmit sem változott, Carlos Reutemann azonban váratlanul visszavonult, és Dereket felkérték, hogy foglalja el helyét a Williams csapatban, Keke Rosberg mellett. A világbajnoki címet a finn nyerte, Dereknek azonban egyszer sem sikerült felállnia a dobogóra. Ezért az Indycar sorozatban próbálkozott, s 1992-ig rendszeres résztvevője volt a sportkocsiversenyeknek is. Jelenleg sportkommentátorként dolgozik.

## Teljes Formula–1-es eredménysorozata
(Táblázat értelmezése)

(Félkövér: pole-pozícióból indult; dőlt: leggyorsabb kört futott) 

| Év   | Csapat   | 1      | 2      | 3      | 4       | 5       | 6       | 7      | 8      | 9      | 10     | 11     | 12      | 13     | 14     | 15     | 16    | Helyezés | Pont |
| ---- | -------- | ------ | ------ | ------ | ------- | ------- | ------- | ------ | ------ | ------ | ------ | ------ | ------- | ------ | ------ | ------ | ----- | -------- | ---- |
| 1978 | Hesketh  | ARG    | BRA    | RSA    | USW NeK | MON NeK | BEL NK  | ESP    | SWE    |        |        |        |         |        |        |        |       | 19.      | 1    |
| 1978 | Ensign   |        |        |        |         |         |         |        |        | FRA NK | GBR Ki | GER    | AUT Kiz | NED Ki | ITA 10 | USA 8  | CAN 6 | 19.      | 1    |
| 1979 | Ensign   | ARG 11 | BRA 13 | RSA NK | USW Ki  | ESP NK  | BEL NK  | MON NK | FRA    | GBR    | GER    |        |         |        |        |        |       | 26.      | 0    |
| 1979 | Tyrrell  |        |        |        |         |         |         |        |        |        |        | AUT 8  | NED     | ITA    | CAN Ki | USA Ki |       | 26.      | 0    |
| 1980 | Tyrrell  | ARG 4  | BRA 14 | RSA Ki | USW 8   | BEL 9   | MON Ki  | FRA 11 | GBR 4  | GER 10 | AUT Ki | NED Ki | ITA Ki  | CAN Ki | USA Ki |        |       | 12.      | 6    |
| 1981 | March    | USW NK | BRA NK | ARG NK | SMR NK  | BEL NK  | MON NeK | ESP 16 | FRA Ki | GBR 7  | GER Ki | AUT 11 | NED Ki  | ITA Ki | CAN 8  | LVS NK |       | 24.      | 0    |
| 1982 | Theodore | RSA 14 | BRA Ki | USW Ki | SMR     |         |         |        |        |        |        |        |         |        |        |        |       | 13.      | 8    |
| 1982 | Williams |        |        |        |         | BEL Ki  | MON 6   | DET 5  | CAN 7  | NED 5  | GBR 5  | FRA 7  | GER Ki  | AUT Ki | SUI 9  | ITA Ki | LVS 6 | 13.      | 8    |

## Családja
Fia, Conor Daly, 2012-től kezdve versenyzett a GP3 Series-ben, majd pontot szerzett élete első GP2-es versenyhétvégéjén (2013 Malajzia) és többször is tesztelhetett a Force India csapatnál. 2013 óta az IndyCar Series-ben versenyez a Dale Coyne Racing csapatánál.

## Fordítás
- Ez a szócikk részben vagy egészben  a   Derek Daly című angol Wikipédia-szócikk fordításán alapul.  Az eredeti cikk szerkesztőit annak laptörténete sorolja fel. Ez a jelzés csupán a megfogalmazás eredetét és a szerzői jogokat jelzi, nem szolgál a cikkben szereplő információk forrásmegjelöléseként.